# Gerda Weissmann Klein
Pour les articles homonymes, voir Klein.
Gerda Weissmann Klein (née le 8 mai 1924 à Bielsko et morte à Phoenix  le 3 avril 2022) est une survivante polonaise de la Shoah. Après la guerre, elle vit aux États-Unis et se consacre à l'écriture, au témoignage sur l'holocauste et à la défense des droits de l'homme.
Le  United States Holocaust Memorial Museum, lui consacre une exposition permanente et elle reçoit, le 15 février 2011, la Médaille présidentielle de la liberté, la plus haute distinction civile aux États-Unis.

## Biographie

### Jeunesse

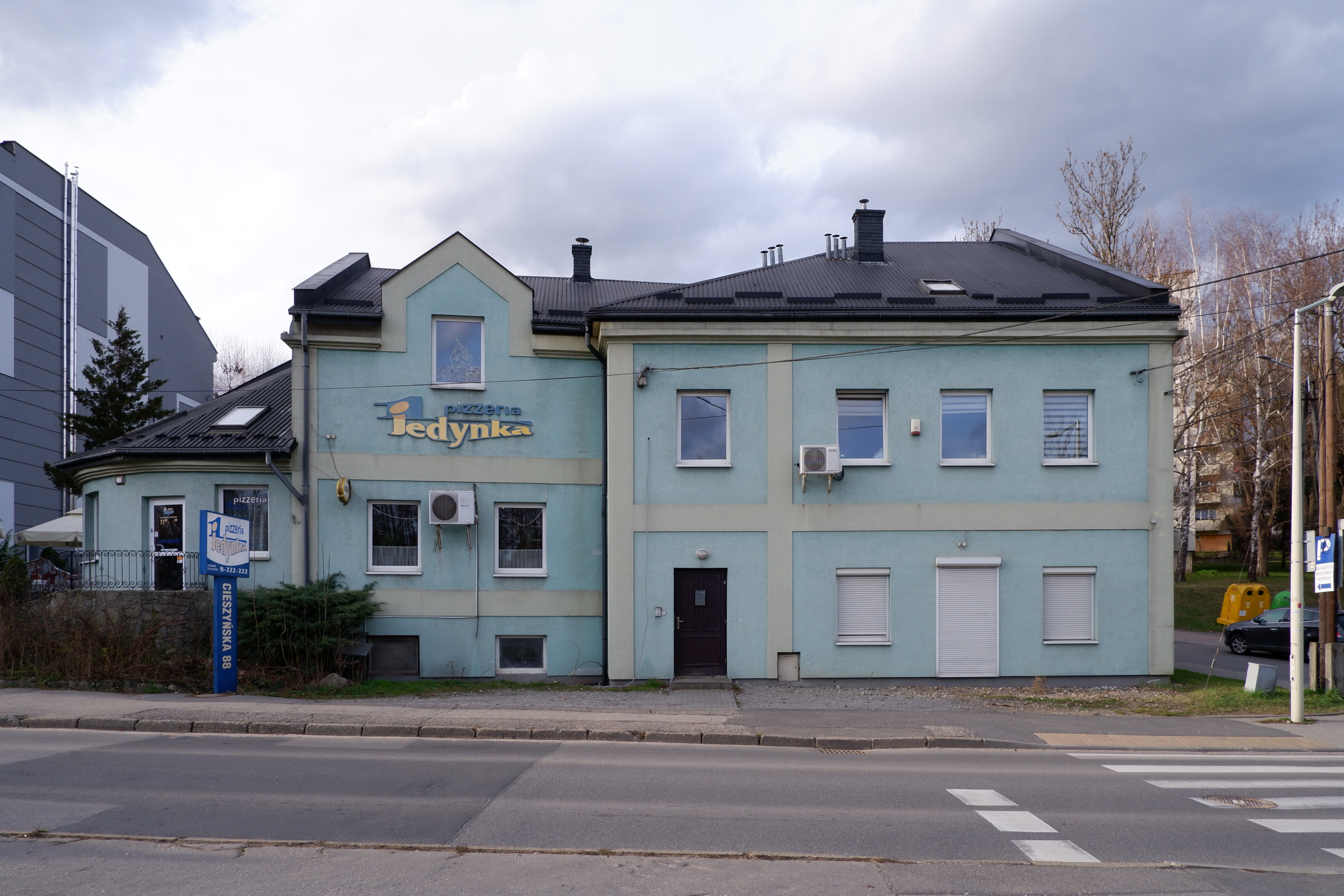
Maison natale de Gerda Weissmann-Klein (transformée, état en 2025)

Gerda Weissmann est née dans une famille juive le 8 mai 1924 à Bielsko. Elle est la deuxième enfant de Julius Weissmann, directeur d'une fabrique de fourrure et Helene Mueckenbrunn, femme au foyer. Elle fréquente le lycée Notre-Dame de Bielsko jusqu'à ce que les Allemands envahissent la Pologne en 1939,.

### Nazisme et déportation
Peu de temps après le début de l'invasion par les troupes allemandes, la famille Weissmann est mise en garde par un oncle, qui leur recommande de quitter la Pologne au plus vite. Mais Julius Weissmann, le père, souffre du cœur et ne peut pas voyager.  
Dès 1939, Arnold, le frère aîné de Gerda Weissmann est déporté et soumis aux travaux forcés. Les autres membres de la famille sont emmenés dans le ghetto de Bielsko. En juin 1942, les parents sont conduits à Auschwitz où le père est assassiné en avril 1942.  Gerda Weissmann est déportée en 1942 dans le camp de concentration de Gross-Rosen. Par la suite, elle est transférée à  Marzdorf, Landshut puis Grünberg. Pendant tout le reste de la guerre, elle est soumise au travail forcé dans des usines textiles.  
En mai 1945, elle est libérée au bout d'une marche de la mort de trois mois, de la frontière germano-polonaise au sud de la Tchécoslovaquie, par les forces de l'armée américaine à Volary, en Tchécoslovaquie,,. Parmi ces soldats se trouve le lieutenant Kurt Klein, un juif né en Allemagne et immigré aux États-Unis pour échapper au nazisme en 1937.
Ils se rencontrent le jour du 21e anniversaire de Gerda Weissmann. Elle a les cheveux blancs, pèse 34 kilos, est vêtue de haillons et ne s'est pas baignée depuis trois ans. Ils se fiancent en septembre 1945 et se marient à Paris. Ils s'installent ensuite aux États-Unis,.

### One Survivor Remembers
En 1995, Kary Antholis réalise et produit le film documentaire, One Survivor Remembers, basé sur l'autobiographie de Gerda Klein, All But My Life. Le fim, distribué par HBO Films, remporte l'Oscar du meilleur court métrage documentaire en 1995,.  Lors de la remise du prix, Gerda Weissmann Klein prend la parole :
J'ai été dans un endroit pendant six années incroyables où une croûte de pain et un jour de vie supplémentaire étaient des victoires. Depuis le jour béni de ma libération, je me pose la question, pourquoi suis-je ici ? je ne vaux pas mieux. Dans mon esprit, je vois ces années et ces jours et ceux qui n'ont pas vécu pour voir la magie d'une soirée ennuyeuse à la maison. En leur nom, je souhaite vous remercier d'avoir honoré leur mémoire, et vous ne pouvez pas le faire mieux qu'en rentrant chez vous ce soir pour réaliser que chacun d'entre vous qui connaît la joie de la liberté est vainqueur. 

### Écriture
Gerda Weissmann Klein publie une dizaine de livres.
Le premier, en 1957,  All But My Life est un récit autobiographie sur son expérience de l'holocauste.
A Passion for Sharing (1984) est une biographie de Edith Rosenwald Stern (en), une des filles de Julius Rosenwald, militante de nombreuses causes sociales. Le livre reçoit le Valley Forge Freedom Award.
Parmi ses livres destinés aux enfants, The Blue Rose (1974), est l'histoire d'un enfant autiste et Promise of a New Spring: The Holocaust and Renewal (1981) est destiné à enseigner l'holocaust aux jeunes enfants. The Windsor Caper (2013), un feuilleton hebdomadaire dans The Buffalo News dans les années 1980, sur deux Américaines qui vivent une aventure nocturne au château de Windsor, en Angleterre. Elle le décrit comme son seul travail qui n'est "pas enraciné dans la douleur".
Gerda Weissmann Klein écrit également des chroniques dans les magazines Stories for Young Readers et Buffalo Sunday News de 1978 à 1996 et des scénarios télévisés.

### Droits humains
Gerda Weissmann Klein témoigne inlassablement de son expérience de l'holocauste, dans des conférences, des émissions télévisées et auprès des jeunes.
Elle s'implique dans la lutte contre l'intolérance, le racisme, la violence, les préjugés,.
Gerda Weissmann Klein est très active au sein de la communauté juive. Elle est bénévole dans différentes associations : Hadassah, United Jewish Appeal, Israel Bonds et le United States Holocaust Memorial Museum.

### Fin de vie
Klein décède le 3 avril 2022, à l'âge de 97 ans à Phoenix où elle vit depuis 1985,. 

## Hommages et distinctions

### Médaille présidentielle de la liberté
Le 15 février 2011, le président des États-Unis Barack Obama remet à Gerda Weissmann Klein et à 14 autres récipiendaires la Médaille présidentielle de la liberté 2010, la plus haute distinction civile aux États-Unis,.  Lors de la cérémonie à la Maison Blanche, le président Obama déclare, à propos de Gerda Weissmann Klein :
À l'âge de 21 ans, Gerda Klein avait passé six ans sous le régime nazi, dont trois dans des camps de concentration. Ses parents et son frère avaient été emmenés. Sa meilleure amie était morte dans ses bras lors d'une marche de la mort de 350 milles. Et elle ne pesait que 68 livres lorsqu'elle a été retrouvée par les forces américaines dans une usine de vélos abandonnée. Mais Gerda a survécu. Elle a épousé le soldat qui l'a sauvée. Et depuis, en tant qu'auteur, historienne et militante pour la tolérance, elle a enseigné au monde que c'est souvent dans nos moments les plus désespérés que nous découvrons l'étendue de notre force et la profondeur de notre amour.
Le président Obama lit ensuite une déclaration de Klein : « Je prie pour que vous ne vous trouviez jamais à un carrefour de votre propre vie, mais si vous le faites, si l'obscurité semble si totale, si vous pensez qu'il n'y a pas d'issue, rappelez-vous, n'abandonnez jamais ».

### Autres distinctions
Gerda Weissmann Klein est choisie pour être la conférencière principale de la première Journée internationale annuelle de commémoration de l'Holocauste des Nations Unies en janvier 2006. 
Elle témoigne auprès des enfants dans les écoles, parcourt le monde pour diffuser son message de tolérance et d'espoir et rencontre des dirigeants mondiaux. En 1996, elle était l'une des cinq femmes à recevoir le prix international du Lion de Juda à Jérusalem. Elle figure également sur la couverture d'une publication du lycée McDougal-Littell, The Americans, avec d'autres personnalités notables telles que Franklin D. Roosevelt, Martin Luther King Jr., Ronald Reagan et le général Norman Schwarzkopf.
Elle reçoit un doctorat honorifique en lettres humaines de l'Université Daemen (en) en 1975.
En 1997, le président Bill Clinton la nomme au conseil d'administration du United States Holocaust Memorial Museum,. 
Elle est également récompensée par le Hannah Solomon Award du Conseil national des femmes juives (1974), le Myrtle Award de Hadassah (1985). 

## Héritage
En 1998, les époux Klein créent la Fondation Gerda et Kurt Klein pour promouvoir l'éducation, enseigner la tolérance, réduire les préjugés et encourager le service communautaire.  La Fondation développe notamment des kits pédagogiques comme « Stand Up, Speak Out, Lend a Hand » et « One Survivor Remembers » destinés aux écoles pour enseigner l'importance du respect, de la responsabilité et de l'acceptation des différences .
Gerda Weissmann Klein fonde avec l'aîné de ses petits-enfants, Citizenship Counts en 2008, une organisation à but non lucratif qui défend les valeurs et les responsabilités liées à la citoyenneté américaine.

## Filmographie
- 1995 : One Survivor Remembers
- 1996 : 0 Minutes: One Survivor Remembers, CBS[17]
- 2005 : About Face: The Story of the Jewish Refugee Soldiers of World War II[18]
- Témoignage de Gerda Weissmann Klein] sur United States Holocaust Memorial Museum[19]